# Anomala barbicollis
Anomala barbicollis är en skalbaggsart som beskrevs av Bates 1888. Anomala barbicollis ingår i släktet Anomala och familjen Rutelidae. Inga underarter finns listade i Catalogue of Life.